# Tram ATM serie 4900

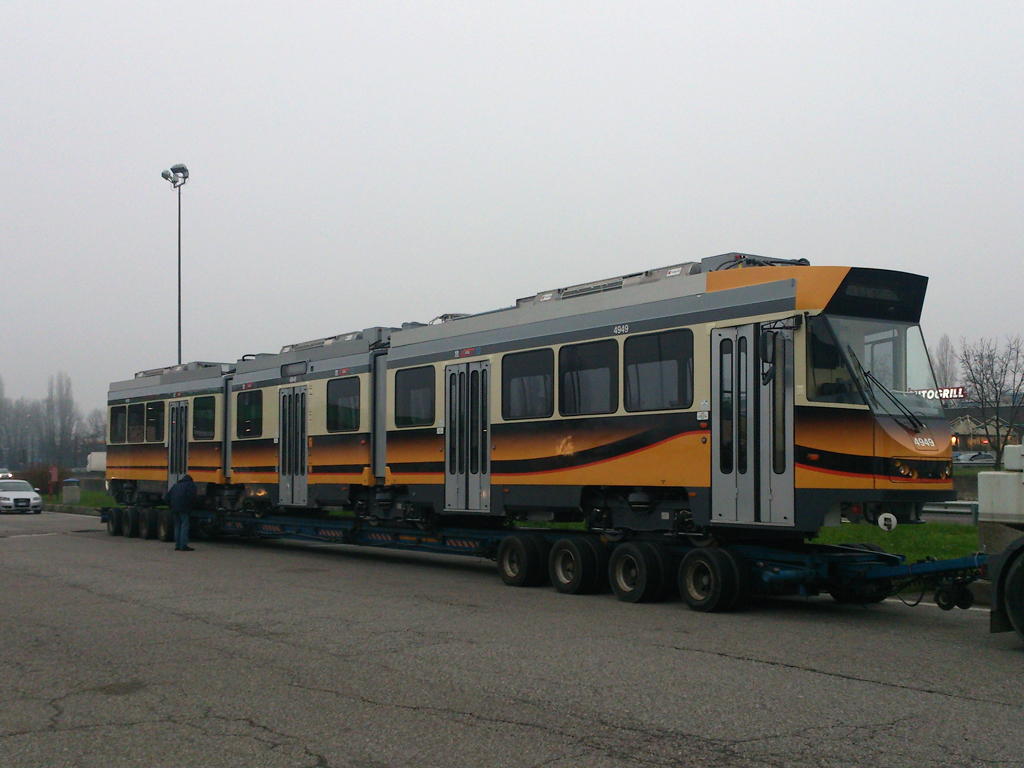
La vettura n.4949 dopo il rinnovamento

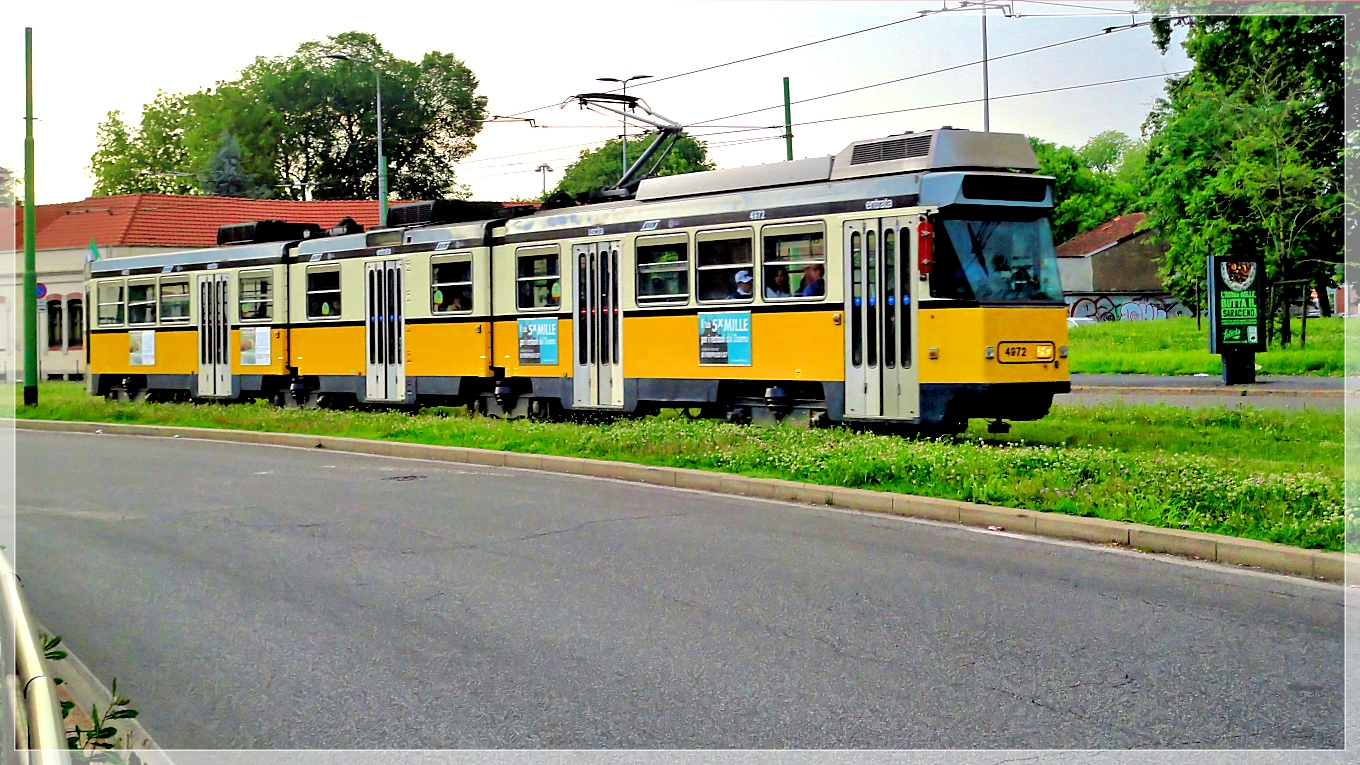
La vettura n.4972, non rinnovata, in livrea giallo Milano

Le vetture tranviarie serie 4900 dell'ATM di Milano (conosciute anche come Jumbotram) sono una serie di vetture tranviarie articolate a tre casse, utilizzate sulla rete tranviaria cittadina.

## Storia
All'inizio degli anni settanta del XX secolo, l'ATM di Milano ipotizzò la costruzione di alcune linee di metropolitana leggera di superficie (MLS), allo scopo di integrare e potenziare l'esistente rete tranviaria senza ricorrere a costose metropolitane interrate.
Per tale evenienza nel 1971 la Breda presentò il progetto di un veicolo ideato appositamente per l'esercizio delle MLS: avrebbe avuto due casse, rodiggio B'2'B', e pianale ribassato nella parte compresa fra i due carrelli motori d'estremità.
L'ATM tuttavia rifiutò il progetto, ritenendo rischiosa l'adozione del pianale ribassato (che all'epoca costituiva una novità pressoché assoluta); inoltre l'interperno elevato di questi mezzi ne avrebbe reso impossibile l'uso sulle linee tranviarie tradizionali, confinandoli alle sole future MLS, per le quali non si riuscivano a reperire i finanziamenti.
Pertanto l'azienda, sulla scia dei buoni risultati ottenuti con i "jumbotram" serie 4800, si orientò verso un veicolo a tre casse, e affidò il progetto alla OM, da poco assorbita nel gruppo Fiat.
Avendo rinunciato al pianale ribassato, e quindi alla possibilità di accesso a raso, si decise di prevedere per le future MLS delle banchine di fermata alte 660 mm dal piano del ferro, così da consentire un accesso facilitato (le nuove vetture avrebbero avuto il pianale a 942 mm dal piano del ferro).
La costruzione della serie di 100 vetture venne ordinata al consorzio GAI, che ripartì l'ordinazione fra la Fiat Ferroviaria (50 unità numerate da 4900 a 4949) e la Stanga (50 unità numerate da 4950 a 4999). Le due serie si differenziavano per l'equipaggiamento elettrico (Marelli-ASGEN per le Fiat, AEG-Telefunken per le Stanga) e per altri piccoli particolari. I carrelli, di nuovo tipo, furono costruiti dalla Stanga su licenza Schlieren.
Le 4900 furono consegnate dal 1976 al 1978 e utilizzate sulle linee tranviarie tradizionali, in attesa dell'auspicata costruzione delle MLS (che non avverrà mai).
Il progetto estetico, curato dagli architetti Koenig e Segoni, si caratterizzava per le estremità asimmetriche, così da consentire la disposizione delle porte in linea, a filo delle banchine. Tuttavia, essendosi riscontrati problemi nell'esercizio (in curva le estremità uscivano fuori sagoma), le code furono ricostruite in forma simmetrica fra il 1982 e il 1984.
A partire dal 2008 alcune unità sono state dotate di impianto per l'aria condizionata (4918, 4922, 4923, 4947, 4951 - 4999), mentre nel 2011 la vettura 4950 è stata sottoposta ad un intervento di revamping sia estetico che funzionale al fine di mettere a punto un graduale rinnovamento della serie. Dopo una lunga fase di test e controlli condotti dall'azienda sulla rete tranviaria, nel 2014 tale unità è entrata in servizio effettivo ed entro la metà del 2015 vennero consegnate altre 19 unità ricostruite da parte della società AnsaldoBreda. Al 2018 si contavano complessivamente 40 tram revampizzati in servizio su un totale dei 51 previsti dal contratto, terminato con la fornitura delle ultime vetture a fine 2019.
Le vetture revamping sono dotate di nuovi motori azionati tramite inverter, in luogo dell'originale azionamento reostatico, climatizzazione, nuovi sistemi di illuminazione ed arredi interni; inoltre sono stati aggiunti l'impianto di videosorveglianza e dell'azionamento elettrico delle porte in sostituzione di quello pneumatico.
L'accesso centrale è stato dotato di una rampa estraibile per l'accesso agli utenti che utilizzano sedie a rotelle, il servizio è però sostanzialmente inutilizzabile, sia per problemi meccanici intrinseci sia perché solo una minoranza delle fermate sono adatte all'estrazione della rampa.
Nel 2023 le vetture non soggette a revamping ancora circolanti hanno ricevuto la livrea giallo Milano che è andata progressivamente a sostituire l'originaria "arancio ministeriale", così da uniformare la colorazione a quella degli altri tram milanesi, utilizzando però uno schema differente da quello delle 4900 revamping.

## Utilizzo vetture
Le vetture tram serie 4900 sono attualmente utilizzate sulle linee 2-3-12-16-24 e 27, tra normali e revamping.